# 万寿山 (北京)

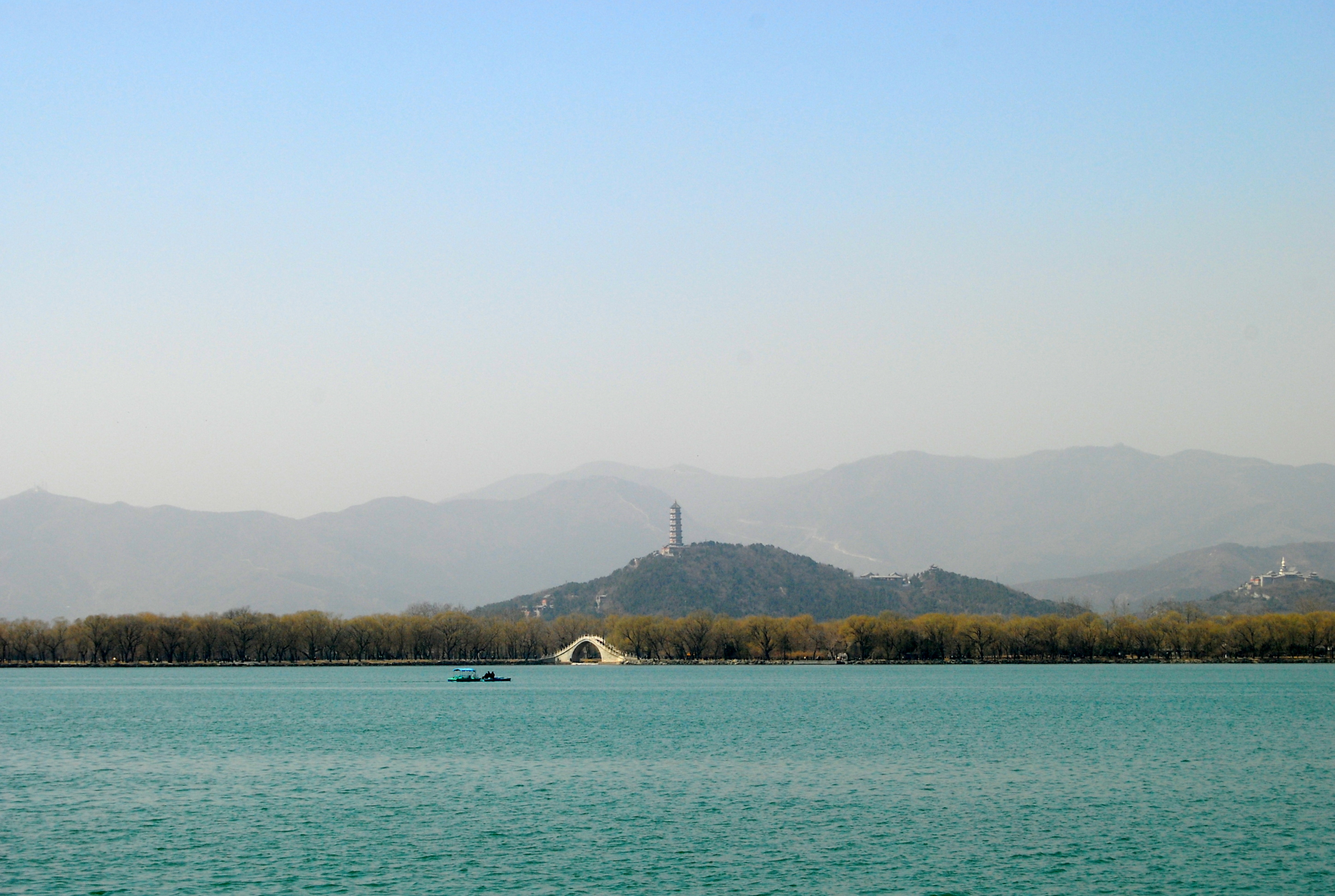
远眺万寿山

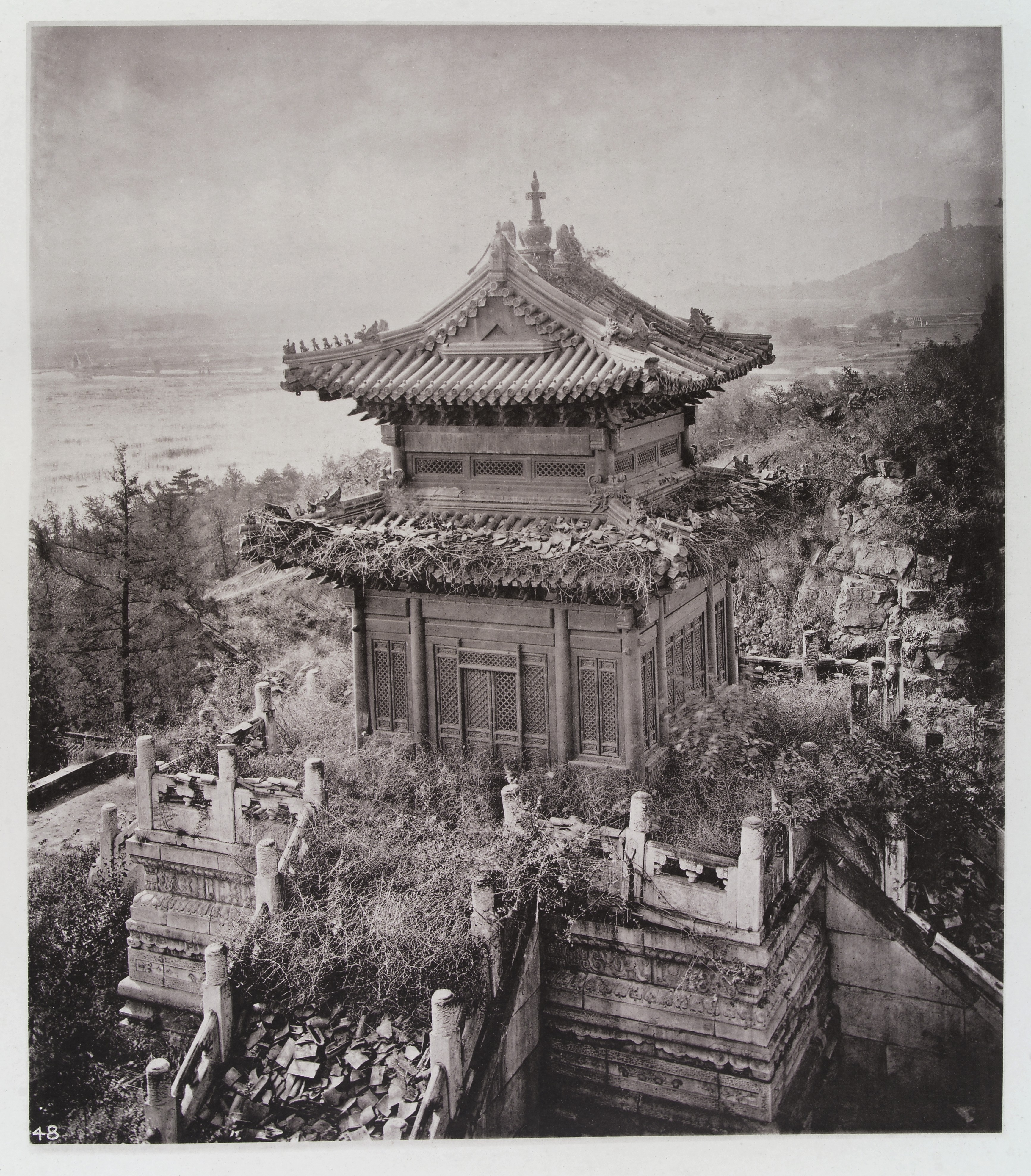
万寿山上一寺庙

万寿山位於北京市西北郊頤和園。辽金時期始建金山行宮，稱為金山；元時更名為瓮山。1751年，乾隆帝为了庆祝母亲崇庆皇太后六十大寿更名為萬壽山。